# 자기부상열차

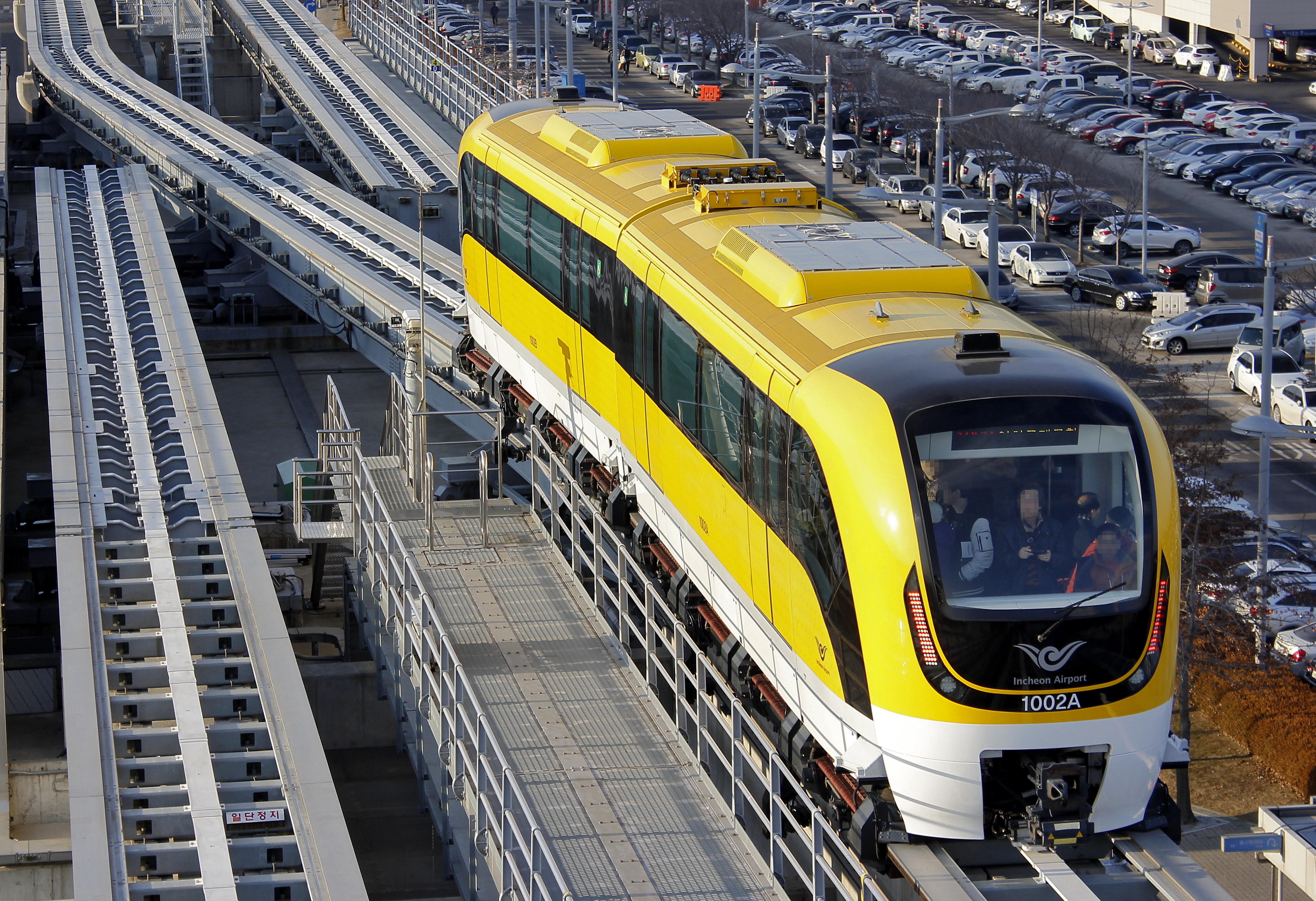
에코비 (한국기계연구원, 현대로템 제작)

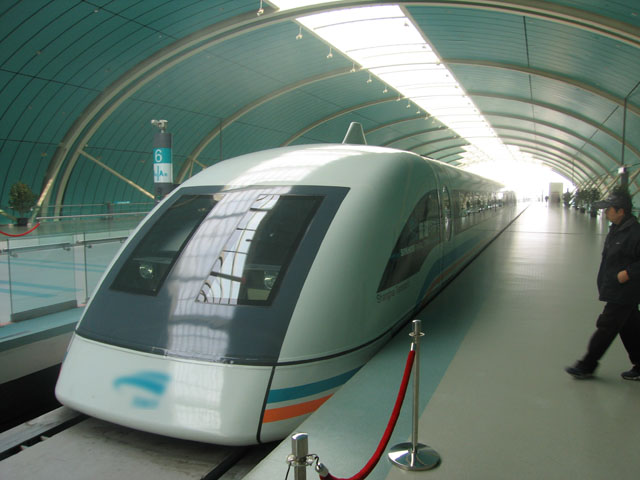
트란스라피드, 룽양루역 내부모습

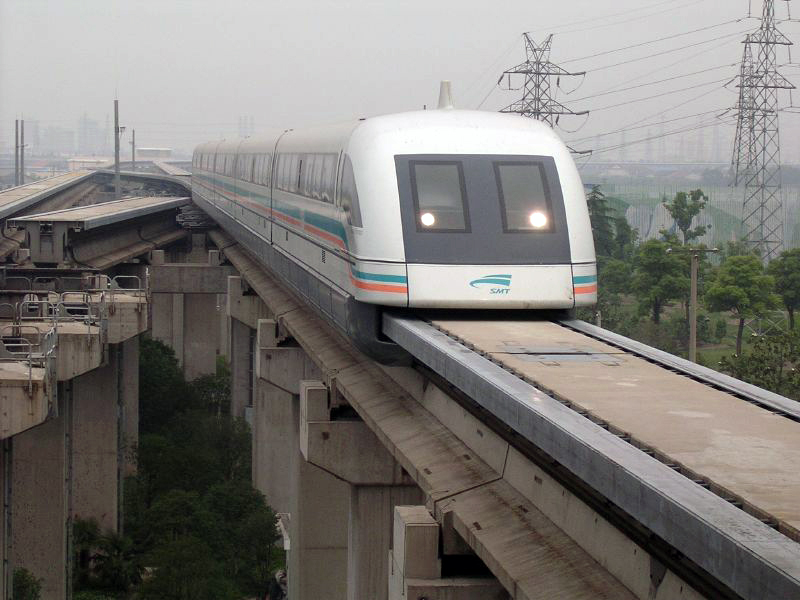
트란스라피드, 독일 기술의 상하이 자기부상열차

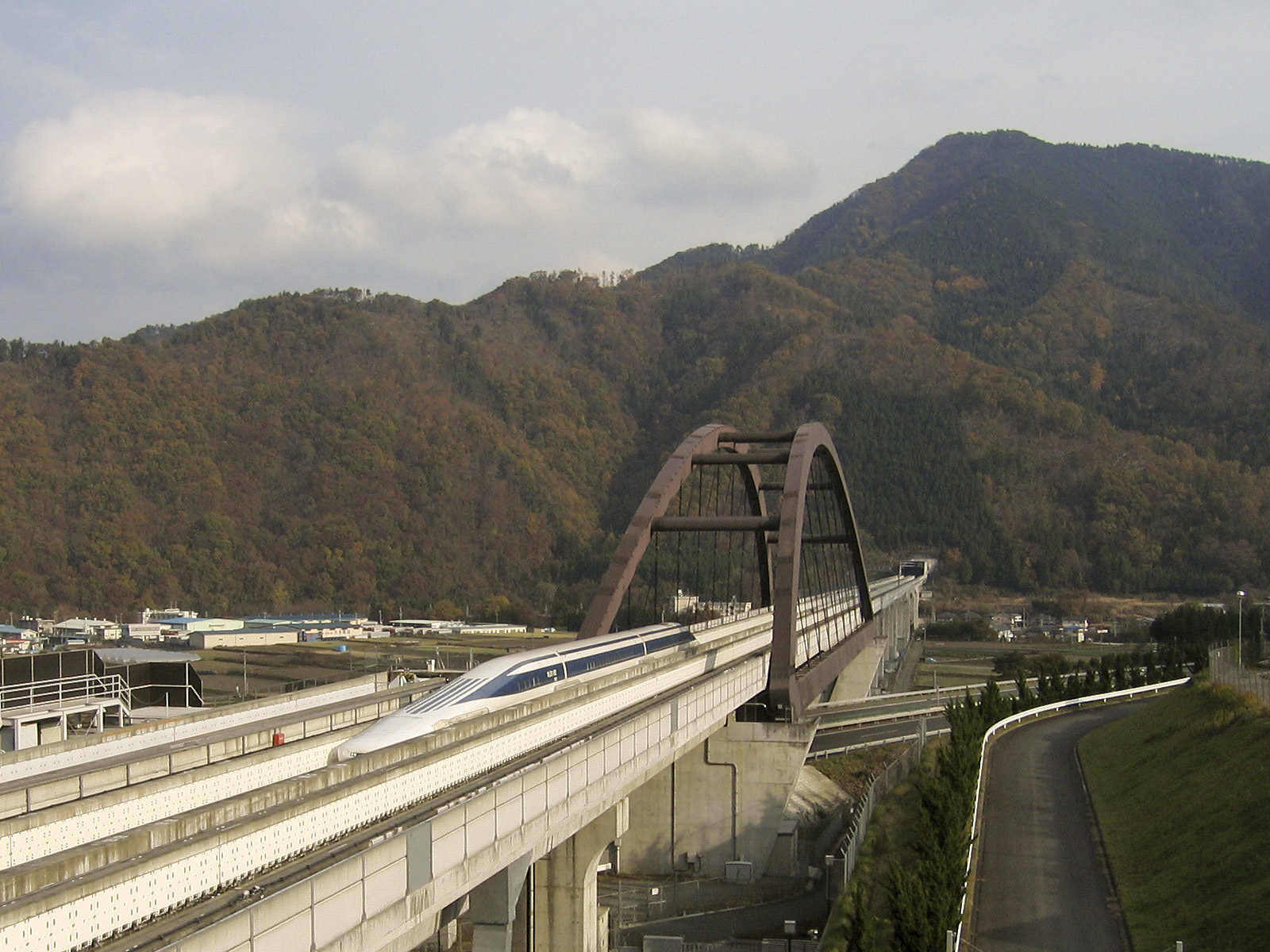
주오 신칸센, 야마나시켄 시험선

자기부상열차(磁氣浮上列車, 영어: magnetic levitation train, maglev)는 전기로 발생된 자기력으로 레일에서 낮은 높이로 부상해서 바퀴 마찰이 없고 직접 차량을 추진시켜 달린 열차를 말한다.
기존 전기철도는 바퀴와 레일의 마찰을 통해서 차량을 전진시키는 방식을 취하고 있고 속도가 빨라질 경우 차륜(바퀴)이 레일에 밀착되지 않아서 공회전한 경향이 있으며, 이런 이유로 초고속 주행에 부적합하기 때문에 상대적으로 더 빠른 속도를 내기 위해 개발한 것이 자기부상열차다.
독일이 1969년부터 개발을 시작하여 1971년 Prinzipfahrzeug이 처음으로 유인 주행에 성공했고, 이후 일본, 대한민국 순으로 개발을 시작했다.
장점으로는 바퀴가 없기 때문에 마찰 저항이 거의 없고 그로 인해 낮은 동력으로 높은 속도를 얻을 수 있고 진동과 소음이 거의 없어 승차감이 쾌적하다. 또한 곡선 주행 시 안전하며 차체가 궤도를 감싸는 안전한 구조이므로 일반적으로 탈선 가능성이 거의 없다.
그러나, 강력한 자기장이 탑승객에게 좋지 않은 영향을 끼칠 수 있다는 주장도 제기되었으나, 아직 명확한 연구결과는 나오지 않았고 가능성을 암시한 수준의 보고에 그치고 있다.
세계에서 개발중인 자기부상열차엔 트란스라피드, HSST, 시험주행단계인 초전도 리니어 등이 있으며, 유인 시운전의 세계 최고속도는 2015년에 일본의 초전도 리니어가 기록한 603 km/h이다.
현재 상하이 트란스라피드와 HSST의 아이치 고속 교통 100L형(리니모)이 실용 노선에서 영업운전을 하고 있으며, 일본의 초전도 리니어에 의한 주오 신칸센이 도쿄-나고야 간에서 2027년의 개업, 또 도쿄-신오사카 간에서 2045년 전 노선 개업을 목표로 계획이 진행되고 있다.

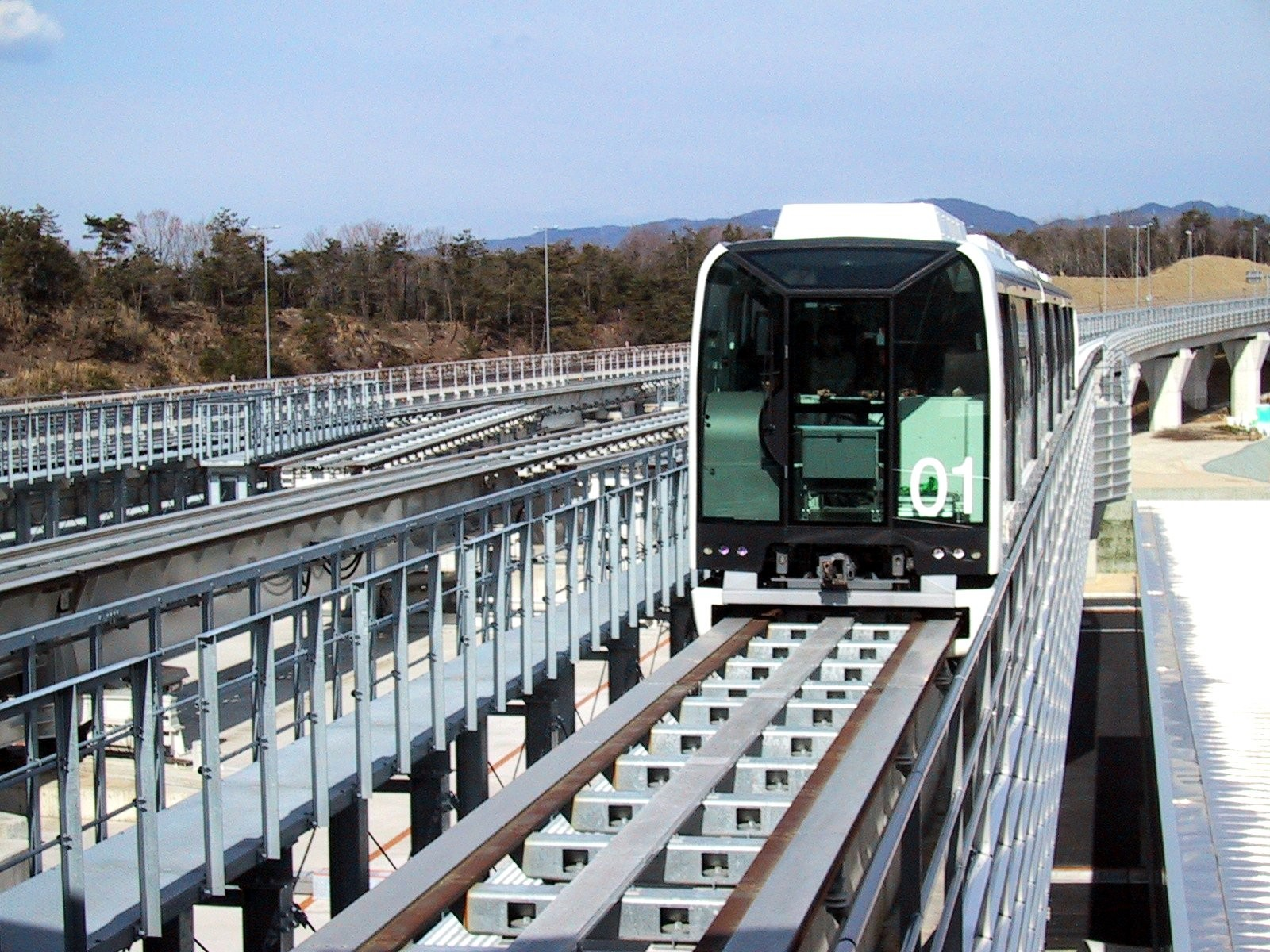
Kinen Koen역에 접근 중인 리니모

## 자기부상 열차의 특징
자기 부상 철도의 특징은 부상 및 추진이 비접촉으로 이루어지는 점이다.

### 비접촉 추진에 의한 특징
다이렉트 드라이브
바퀴같은 전달 부분을 필요로 하지 않는다. 특히 철도에서는 바퀴와 레일의 마찰 계수가 매우 낮아 가속 및 제동 시나 경사면 등판 성능에 한계가 있었다. 그러나 자기부상열차는 가속·제동 성능의 대폭 향상이 기대된다.

### 비접촉 부상에 의한 특징
소음과 진동의 감소
완전 비접촉 구성이 되면 소음원은 공기저항밖에 없게 된다.
보수 수요가 크게 감소
즉, 고속성과 저환경부하(저소음)가 기존 철차륜식 철도에 비해서의 자기부상열차의 이점이라 할 수 있다.

## 원리

### 부상
자기부상열차의 가장 핵심 기술인 부상 방식은 대표적으로 상전도 방식과 초전도 방식 그리고 영구자석 방식으로 나눌 수 있다.
- 탄젠트 전자석 흡인식

일반적인 전자석이 사용되며 전자석에 의한 흡인력에 의해 지상에서 1센티미터정도 레일면으로 끌어당겨 부상한다. 이 때에는 차체에 부착된 센서와 컴퓨터가 수시로 레일과 차체 간의 거리를 조정한다. 고속에서는 정밀하게 조정이 불가능하므로, 중저속형에 주로 사용된다.
- 초전도 전자석 반발식

열차에 초전도 전자석을 설치하여 차량의 지지와 추진에 사용되고 일반적으로 부상 높이는 10센티미터 정도 된다. 제어가 비교적 간단해 초고속형에 주로 사용되지만, 초전도 상태가 유지되기 위해 코일을 지속적으로 초저온상태로 액체 헬륨등으로 냉각시켜 줄 필요가 있다.
- 영구자석 반발식

열차와 레일에 영구자석을 설치하여 부상하는 방식이지만, 반발력이 약해서 초전도 방식을 주로 사용한다.

### 가속
자기부상열차는 직선운동을 통해 가속을 하며, 이러한 직선운동을 하는 전동기를 직선형 전동기(Linear Motor)라고 부른다. 직선형 전동기는 두가지 종류가 있지만
직선형 전동기도 원리적으로는 회전형전동기와 다를 바가 없다. 지상코일에 보낸 전류의 방향을 계속 반전시키면 차량에 내장된 자석을 끌고 가듯 한쪽 방향으로 움직이게 된다.
- 선형동기 전동기(LSM, Linear Synchronous Motor)

동기형 직선형 전동기 라고도 부르며, 회전형전동기의 동기기, 직류기와 같다. 빠른 속도를 요구할 때 주로 사용된다.
- 선형유도 전동기(LIM, Linear Induction Motor)

비동기형 직선형 전동기라고도 부르며, 회전형전동기의 유도전동기와 같다. 중저속형에 주로 사용된다.

### 감속
자기부상열차의 감속은 일반 열차와 크게 다른것은 없다.
- 전기브레이크

운동에너지를 전기형태로 흡수하는 방식의 브레이크이다. 가장 간단한 방식이면서 자기부상열차에 적합한 형태의 브레이크이다.
- 에어브레이크

공기저항력을 이용해 감속하는 형태의 브레이크이다.
- 마찰브레이크

땅과의 마찰력을 이용해 감속하는 형태의 브레이크이다.

## 국가별 기술 비교
일부는 이곳을 참고하였다.
| 구분            | 독일               | 일본               | 한국                                                    | 미국                 | 중국                   |
| --------------- | ------------------ | ------------------ | ------------------------------------------------------- | -------------------- | ---------------------- |
| 연구시작        | 1969년             | 1962년             | 1989년                                                  | 1995년               | 2000년                 |
| 초고속형 속도   | 450km/h            | 603km/h            | 550km/h(목표)                                           |                      | 900km/h(목표)          |
| 초고속형 방식   | 상전도 흡인식, LSM | 초전도 반발식, LSM | 상전도 흡인식, LSM                                      | 인덕트랙             | 상전도 흡인식, LSM     |
| 개발단계        | 개발 완료          | 개발 완료(시운전)  | 개발 목표                                               |                      | 개발 완료(시운전 예정) |
| 초고속형 실용화 | 트란스라피드       | 주오 신칸센(예정)  |                                                         |                      | 이름 미정              |
| 중저속형 속도   |                    | 100km/h            | 110km/h                                                 | 100km/h              | 100km/h                |
| 중저속형 방식   |                    | 상전도 흡인식, LIM | 상전도 흡인식, LIM                                      | 영구자석 반발식, LSM | 상전도 흡인식, LIM     |
| 개발단계        |                    | 개발 완료          | 개발 완료                                               | 2009년 개발 목표     | 개발 완료              |
| 중저속형 실용화 |                    | 리니모             | 개통(인천공항 자기부상철도, 6.1km, 2016년 2월 3일 개통) |                      |                        |

## 국가별 자기 부상 열차 개발 역사
- 1971년: 서독– Prinzipfahrzeug – 90 km/h (56 mph)
- 1971년: 서독 – TR-02 (TSST) – 164 km/h (102 mph)
- 1972년: 일본 – ML100 – 60 km/h (37 mph) – (유인 시험)
- 1973년: 서독 – TR04 – 250 km/h (155 mph) (유인 시험)
- 1974년: 서독 – EET-01 – 230 km/h (143 mph) (무인 시험)
- 1975년: 서독 – Komet – 401 km/h (249 mph) (steam rocket propulsion, 무인 시험)
- 1978년: 일본 – HSST-01 – 308 km/h (191 mph) (rockets propulsion의 기술지원, Nissan 제작, 무인 시험)
- 1978년: 일본 – HSST-02 – 110 km/h (68 mph) (유인 시험)
- 1979년 12월 12일: 일본 -ML-500R – 504 km/h (313 mph) (무인 시험) - 최초의 500km/h 이상 주행 성공 사례.
- 1979년 12월 21일: 일본 -ML-500R – 517 km/h (321 mph) (무인 시험)
- 1987년: 서독 – TR-06 – 406 km/h (252 mph) (유인 시험)
- 1987년: 일본 – MLU001 – 401 km/h (249 mph) (유인 시험)
- 1988년: 서독 – TR-06 – 413 km/h (257 mph) (유인 시험)
- 1989년: 서독 – TR-07 – 436 km/h (271 mph) (유인 시험)
- 1993년: 독일 – TR-07 – 450 km/h (280 mph) (유인 시험)
- 1994년: 일본 – MLU002N – 431 km/h (268 mph) (무인 시험)
- 1997년: 일본 – MLX01 – 531 km/h (330 mph) (유인 시험)
- 1997년: 일본 – MLX01 – 550 km/h (342 mph) (무인 시험)
- 1999년: 일본 – MLX01 – 552 km/h (343 mph) (유인 시험/5량 구성). 기네스 등록
- 2003년: 중국 – Transrapid SMT (독일 제작) – 501 km/h (311 mph) (유인 시험/3량 구성)
- 2003년: 중국 – Transrapid SMT 476 km/h (296 mph) (무인 시험)
- 2003년: 일본 – MLX01 – 581 km/h (361 mph) (유인 시험/3량 구성). 기네스 등록 권한 부여.
- 2015년: 일본 – L0 – 603 km/h (375 mph) (유인 시험/7량 구성).

## 대한민국의 자기부상열차 개발

대전자기부상열차 선로

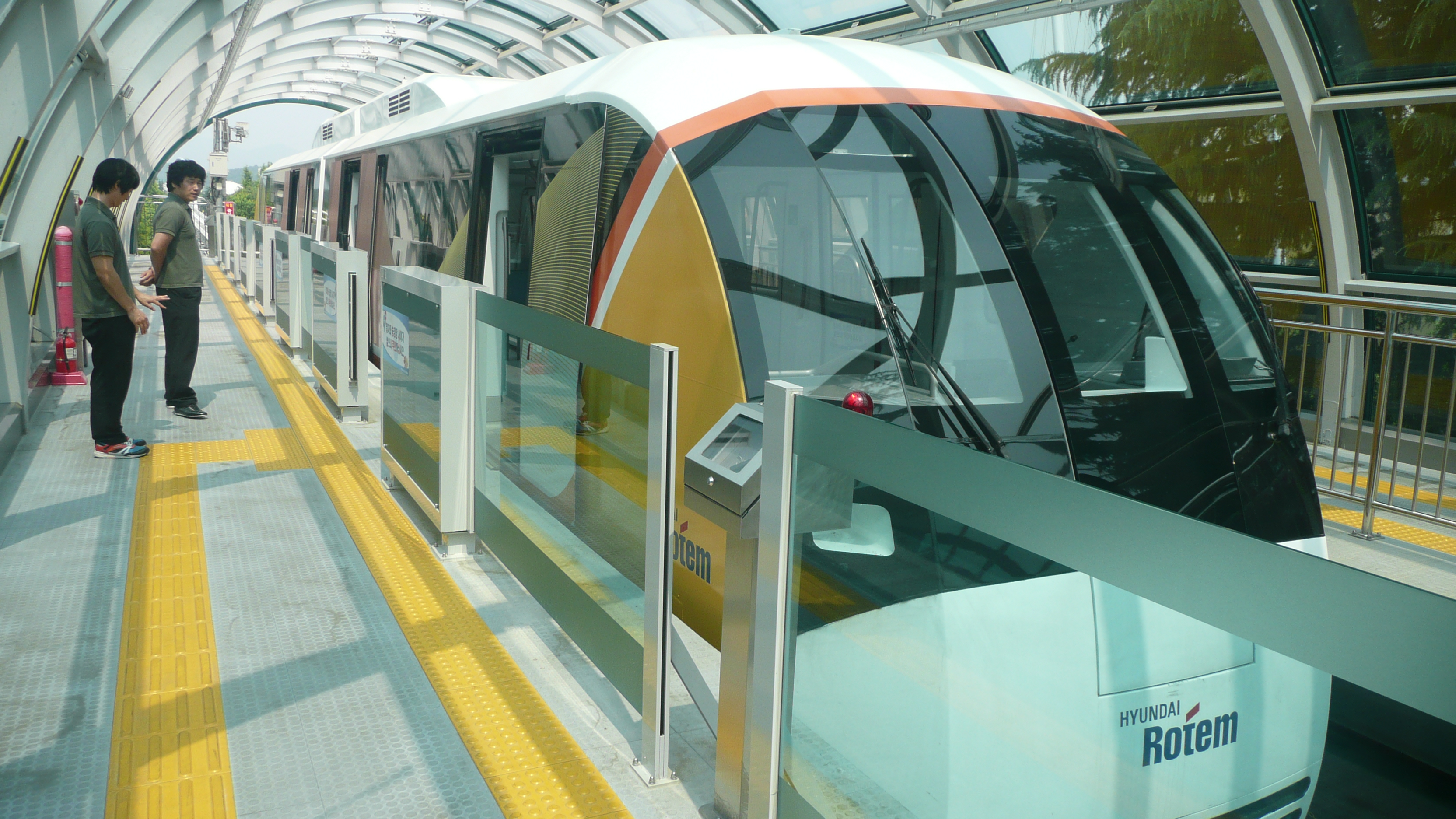
대전자기부상열차 외관

- 1985년 대우중공업이 자기부상열차 개발에 착수
- 1989년 한국기계연구원이 국책연구개발사업으로 자기부상열차 개발에 착수
- 1989년 모형 무인자기부상열차 HML-01 개발
- 1991년 최초의 유인 자기부상열차 HML-02 개발. 8인승.
- 1992년 시험용 모델인 DMV92 개발
- 1993년 HML-03 개발. 일반인이 탑승. 1993년 대전엑스포 때 엑스포 행사장에 설치되어 일반 운행함. 독일 Krauss Maffei 사와 기술협력. 자중 25톤, 하중 3톤, 40인승.
- 1997년 UTM-01 개발. 수동운행. 대전 한국기계연구원 구내에 설치. 최대속도 110km/h, 정원 60명/량, 도시 경전철을 목표로 개발됨. 한국기계연구원과 (주)로템이 공동개발. UTM은 Urban Transit Maglev의 약자로 '도시교통을 위한 자기부상열차'를 의미.
- 2004년 UTM-02 개발, 자동운행. 대전엑스포 행사장에 설치.
- 2005년 5월 한국기계연구원이 순수 토종기술로 개발된 자기부상열차, '마그레브(Maglev)'를 발표.[4]
- 2008년 1993년 대전엑스포 이후 일반 운행이 중단됐던 자기부상열차를 15년 만에 운행 시작. 하루 16회 운행.[5][6][7]
- 2020년 시속 550km의 초고속형 자기부상열차 상용화를 목표로 개발 중.[8]

## 같이 보기
- 경전철
- 인덕트랙
- ● 인천공항 자기부상철도
- 리니어 모터카